# 进教之佑圣母圣殿 (罗马)
进教之佑圣母圣殿（義大利語：Santa Maria Ausiliatrice）是罗马的一个领衔堂区和宗座圣殿。
教宗保禄六世于1967年6月7日将该堂升为领衔堂区。

## 历史
1932年3月25日，教宗庇护十一世颁布宗座憲令，创建堂区並并交给慈幼会。它是由建筑师尼古拉·莫索和朱利奥·瓦洛蒂设计，1931年至1936年期間興建。

## 内部
内部遵循拉丁十字和希腊十字之间的混合平面，有三个中殿。墙壁和天花板装饰有巴洛克灵感的壁画，由朱塞佩梅勒于1957年至1965年间制作。